# Mentha spicata
Pour les articles homonymes, voir Mentha et Spicata.
Espèce
Classification phylogénétique
Statut de conservation UICN

 LC  : Préoccupation mineure
La Menthe en épi ou menthe verte (Mentha spicata L.) est une espèce de plantes vivaces de la famille des Lamiacées (ou Labiacées, Labiées) cultivée comme plante aromatique.
Elle est également désignée par les noms vernaculaires : menthe marocaine (naânaâ, نَعْناع),  menthe crépue, menthe douce, ou encore menthe frisée.

## Histoire de la nomenclature
Diverses menthes ont été décrites dans l'Antiquité gréco-romaine, mais le philologue Jacques André n'identifie pas l'espèce actuellement nommée Mentha spicata parmi les nombreuses appellations grecques et latines.
En 1753, lorsque Linné décrit le genre Mentha dans Species plantarum, il reconnaît 10 espèces différentes dont la Mentha spicata « aux fleurs en épis, et feuilles oblongues serretées » avec trois variétés viridis, longifolia, rotundifolia. En 1762, lors de la deuxième édition de Species Plantarum, Linné se ravise et remplace M. spicata par 3 nouvelles espèces M. sylvestris, M. viridis et M. rotundifolia. L'analyse précise des textes amène Farwell (en 1924) à considérer que la menthe en épi (spearmint) est la Mentha viridis L. de la 2e édition de Species Pl. (1762), correspondant à la variété M. spicata L. var. viridis de la 1re édit. de Species Pl. (1753).
Actuellement (en 2015), les bases de données taxinomiques (The Plant List, IPNI...) retiennent l'espèce Mentha spicata L. de 1753. Mais les noms vulgaires menthe verte, frisée dérivés des noms scientifiques M. viridis ou M. crispa, sont restés dans l'usage.

## Synonymes
D'après Tropicos, les synonymes sont :
- Mentha crispata Schrad. ex Willd.
- Mentha pudina Buch.-Ham. ex Benth.
- Mentha spicata var. viridis L.
- Mentha viridis (L.) L. (venant de la 2e édit. de Species Pl.)

The Plant List accepte beaucoup plus de synonymes, comme :
- Mentha brevispicata Lehm.
- Mentha cordato-ovata Opiz
- Mentha crispa L.
- Mentha glabra Mill.
- Mentha hortensis Opiz ex Fresen.

etc. en tout 33 synonymes bien établis (juin 2015).

## Description

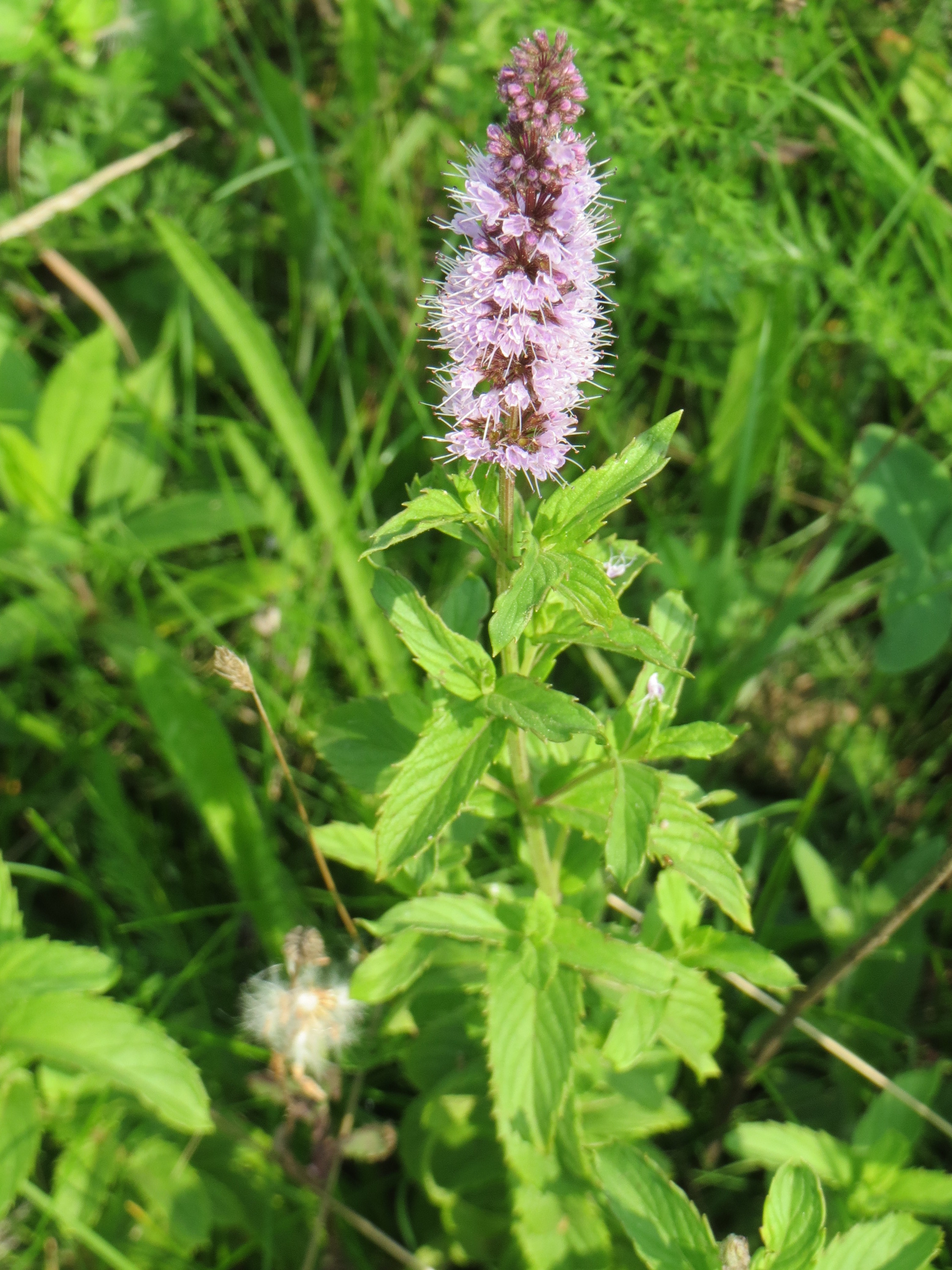
Menthe en épi

Plante vivace herbacée (hémicryptophyte) très courante dans les jardins, elle peut atteindre 1 m de hauteur. Les tiges de section carrée, robustes sont glabres ou glabrescentes. La plante est pourvue de stolons qui assurent sa multiplication, ce qui peut la rendre envahissante. C'est une plante très aromatique, avec parfois une odeur de moisi.
Le feuillage est habituellement d'un vert profond mais les jeunes feuilles sont souvent plus claires. Ces feuilles opposées sont sessiles ou subsessiles, glabres, ovales-lancéolées et font 2-6 x 0,5-1,5 cm. Leurs bords sont en dents de scie (serretés). Elles portent des glandes (trichomes glandulaires) sécrétant une huile essentielle riche en carvone et pratiquement dépourvue de menthol, donnant une odeur mentholée et fraîche.
Les traits distinctifs sont une face inférieure des feuilles à poils simples majoritaires ou une plante glabre (cultivars parfois échappés) et des feuilles médianes sessiles à limbe ovale (L/l=1,5-3) plus ou moins aigu. La pubescence est surtout localisée sur les nervures à la face inférieure et formée de poils simples, dressés, mêlés de poils crépus-laineux.
Les fleurs sont généralement rosées, voire blanches. Elles sont disposées en longs épis terminaux, denses de 4 à 10 cm, formés de verticilles de fleurs (à intervalles assez espacés à la base) sous-tendues par des bractées, linéaires-lancéolées. Le calice est en tube, glabre, pourvu de 5 dents linéaires, parfois ciliées. La corolle, glabre en dedans, est pourvue de 4 lobes presque égaux en forme d'entonnoir. La lèvre supérieure, émarginée, est formée par les 2 pétales dorsaux. La corolle enserre 4 étamines divergentes, presque égales et saillantes et 2 carpelles ovoïdes.
Elles fleurissent d'août à octobre.
Les fruits sont des tétrakènes, qui restent longtemps au fond du calice persistant.
Des formes pubescentes de Mentha spicata sont proches de Mentha longifolia.

## Distribution et habitats

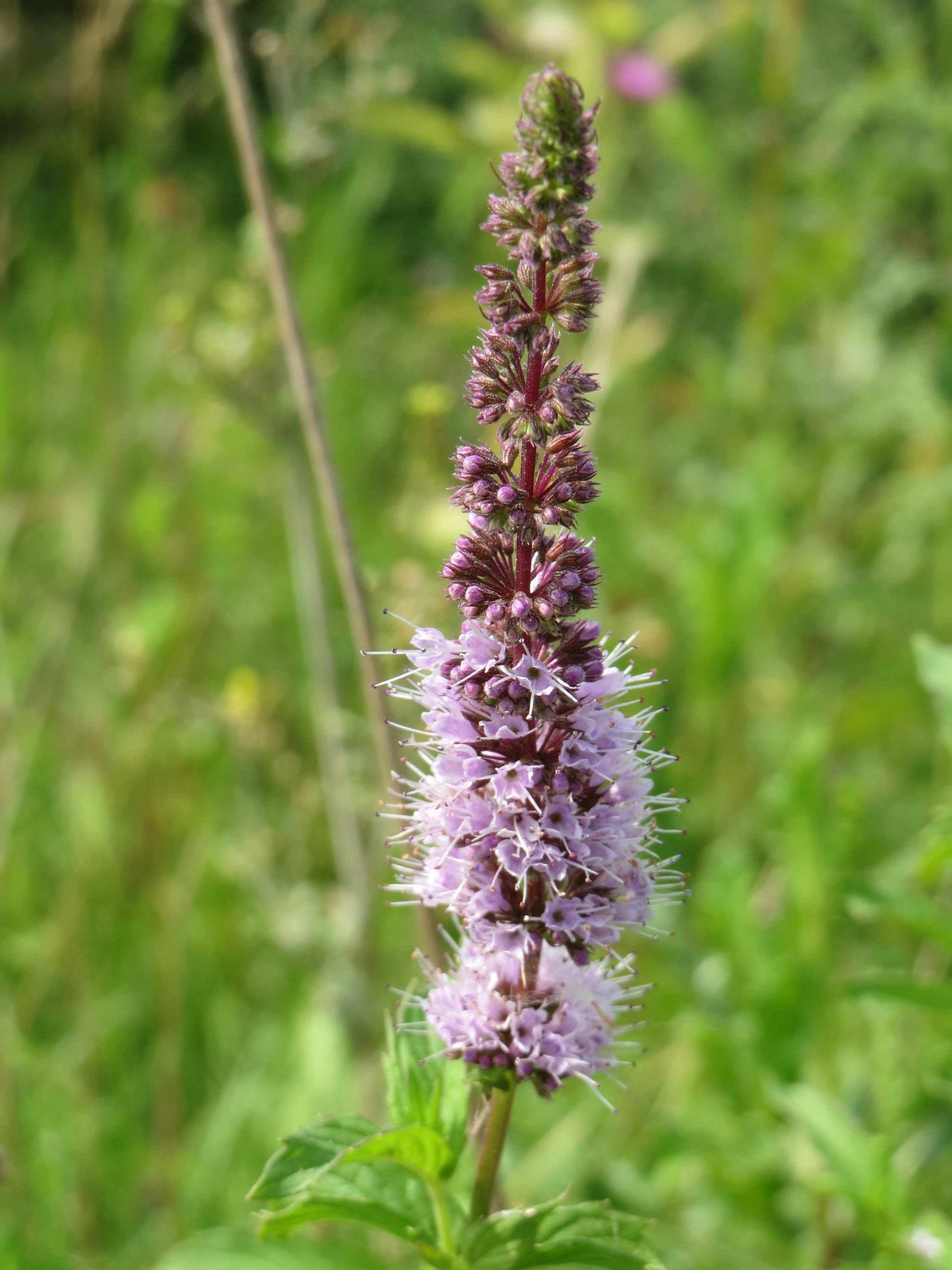
Inflorescence spiciforme

Mentha spicata est originaire d'Asie occidentale tempérée (Liban, Syrie, Turquie, Chypre) et du sud-est de l'Europe (ex-Yougoslavie, Albanie, Bulgarie, Grèce, Italie).
Elle s'est naturalisée dans de nombreux pays tempérés d'Asie, d'Europe (dont la France), ainsi qu'au Brésil et, en Argentine. Elle est cultivée aux États-Unis, en Chine, Turquie, Japon, Inde, Pakistan, Australie, Nouvelle-Zélande, Russie, Canada.
Elle croît dans les milieux humides, ensoleillés à semi-ombragés.

## Composition chimique
L'huile essentielle de Mentha spicata s'obtient par distillation à la vapeur d'eau (hydrodistillation) des feuilles, précédée par un séchage partiel de 24 heures. C'est un liquide jaune pâle, d'odeur herbacée, menthée, douce et sucrée. La norme ISO 3033-1:2005 la désigne comme « Huile essentielle de menthe crépue (ou menthe verte) ». L'huile essentielle officinale renferme de 55 à 67 % de carvone et de 2 à 25 % de limonène.
Elle peut présenter plusieurs chimiotypes différents :
- chimiotype 1 : huiles riches en carvone, donnant une flaveur chaude peu épicée et une sensation de fraîcheur. Ainsi l'analyse de l'huile essentielle de Govindarajan et als[11] a révélé 18 composés dont les trois principaux sont :

| Huile essentielle de M. spicata |         |             |          |
| Composé                         | carvone | cis-carvéol | limonène |
| %                               | 48,60   | 21,30       | 11,30    |

L'analyse de l'huile de Mentha spicata cultivée à Turin (Italie) et d'une variété originaire du Michigan (USA) indique aussi des profils chromatographiques semblables avec une prépondérance de la carvone (39,13 % et 59,26 % resp.) suivi par le limonène, le terpinène-4-ol, dihydrocarvéol puis d'un peu de caryophyllène, germacrène D  et pas de menthol détectable.
- chimiotype 2 : huiles riches en pipériténone et/ou pipéritone ; pulégone ; menthone
- chimiotype 3 : huiles riches en pipériténone

La carvone est une cétone monoterpénique ayant des propriétés antispasmodiques et antinociceptives. Mais comme la majorité des cétones terpéniques, la carvone est neurotoxique. Le limonène est une carvone désoxygénée qui peut être irritante pour la peau.

## Culture
La culture des menthes en épi est pratiquée dans les jardins des particuliers ou à grande échelle à des fins commerciales.
Les menthes se plaisent dans les sols siliceux, riches, aérés. Elles préfèrent la mi-ombre mais supportent le soleil à condition d'être arrosées. Elles sont très résistantes au froid.
Pour le jardinier amateur, la menthe en épis se cultive dans le jardin en pleine terre ou en pot. Il peut en cueillir un peu régulièrement du mois de mai jusqu'au milieu de l'automne, au fur et à mesure des besoins.
C'est une plante rustique, demandant peu d'entretien.
Dans le monde, seules quatre espèces de menthes sont cultivées à des fins commerciales : Mentha arvensis, Mentha piperita, Mentha spicata, et Mentha citrata. La menthe en épi est cultivée sur 3 000 ha principalement aux États-Unis, en Chine, Russie et Inde. La production mondiale d'huile essentielle de menthe en épi est de 2 000 tonnes.

## Usages
- Boissons

Utilisée en tisane et en infusion, la feuille de menthe verte a une place de choix dans la culture du Maghreb. En effet, le fameux thé à la menthe est concocté en laissant infuser du thé vert avec environ 100 feuilles de menthe fraîche par litre et beaucoup de sucre.
Le cultivar Mentha spicata 'Nana', est généralement utilisé ; il se caractérise par un arôme piquant mais doux. Cette appellation se retrouve dans le nom en arabe standard moderne du thé à la menthe « chāï bil n'anā » (شاي بالنعناع).
Les feuilles sont utilisées dans des boissons, comme le cocktail mojito de Cuba, fait de rhum, citron vert et menthe fraîche.
- Culinaires

Les feuilles de menthe en épi sont également utilisées dans de nombreuses applications culinaires, comme avec des plats à base de viande, des sauces pour le gigot ou le rôti de bœuf (en Grande-Bretagne), des plats asiatiques.
- L'huile essentielle est utilisée pour la fabrication de boissons alcoolisées ou sans alcools, de confiserie, de glaces et pour aromatiser les chewing-gums ou les dentifrices.

- Médicinaux

En herboristerie, les menthes sont toniques, stimulantes et antispasmodiques.
La menthe verte est traditionnellement utilisée pour ses propriétés aromatiques (toniques, fortifiantes), digestives (combat les lourdeurs, les ballonnements, les gaz) et antispasmodiques (nervosité, palpitations, crampes).
En infusion à 10-20 g pour 1 litre d'eau bouillante, la menthe exerce une action sensible sur le système nerveux.
- Plante mellifère

Très appétente pour les insectes dont les abeilles.

## Variétés
Quelques variétés et leurs noms communs :
- Mentha spicata var. anisatus : menthe verte anisée, menthe anisée.
- Mentha spicata var. crispa : menthe crispée ; synonyme de la crispata ci-dessous.
- Mentha spicata var. crispata : menthe frisée, menthe crépue, menthe romaine, menthe des jardins.
- Mentha spicata var. ispanica : menthe espagnole.
- Mentha spicata var. longifolia : menthe à feuilles longues, menthe à longues feuilles, menthe argentée, menthe de cheval, menthe des bois ; synonyme de la menthe sylvestre (Mentha longifolia).
- Mentha spicata var. nahnah : menthe nanah, commune au Maroc. Elle convient particulièrement pour la confection du thé à la menthe, et sert également pour aromatiser les crudités et les salades de fruits. Elle est assez proche de la menthe verte ; son feuillage est un peu plus gaufré et sa saveur, plus puissante.
- Mentha spicata var. piperita : menthe verte poivrée, menthe anglaise ; synonyme de la menthe poivrée (Mentha ×piperita). Très riche en menthol.
- Mentha spicata var. rotundifolia : menthe verte à feuilles rondes ; synonyme de la menthe à feuilles rondes (Mentha ×rotundfolia). Utilisée dans le taboulé.
- Mentha spicata var. spirala : menthe en spirale.
- Mentha spicata var. tenuis : menthe fine. Utilisée comme additif en cosmétique.
- Mentha spicata var. viridis : menthe (menthe commune), menthe verte, menthe douce

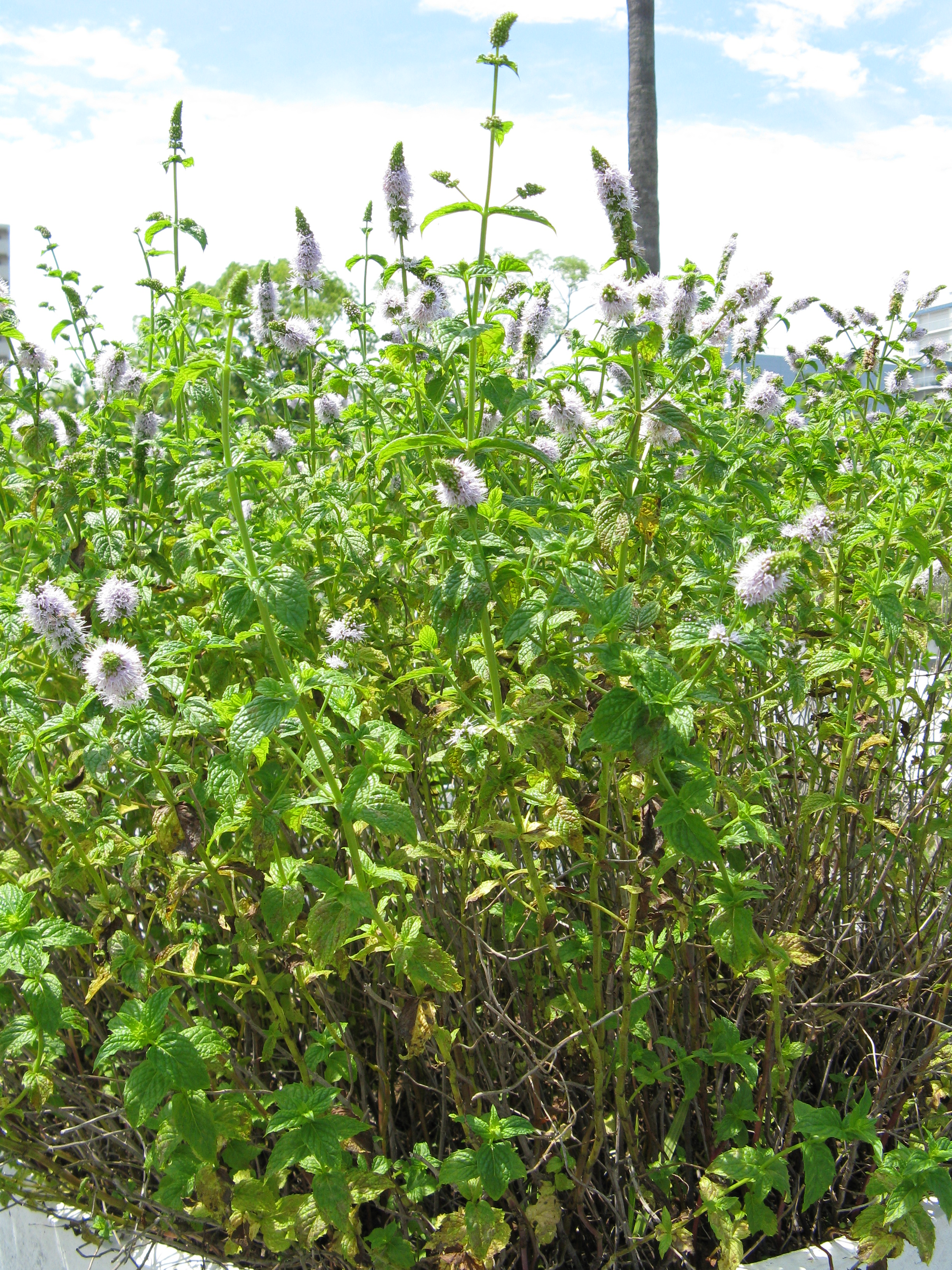
Port
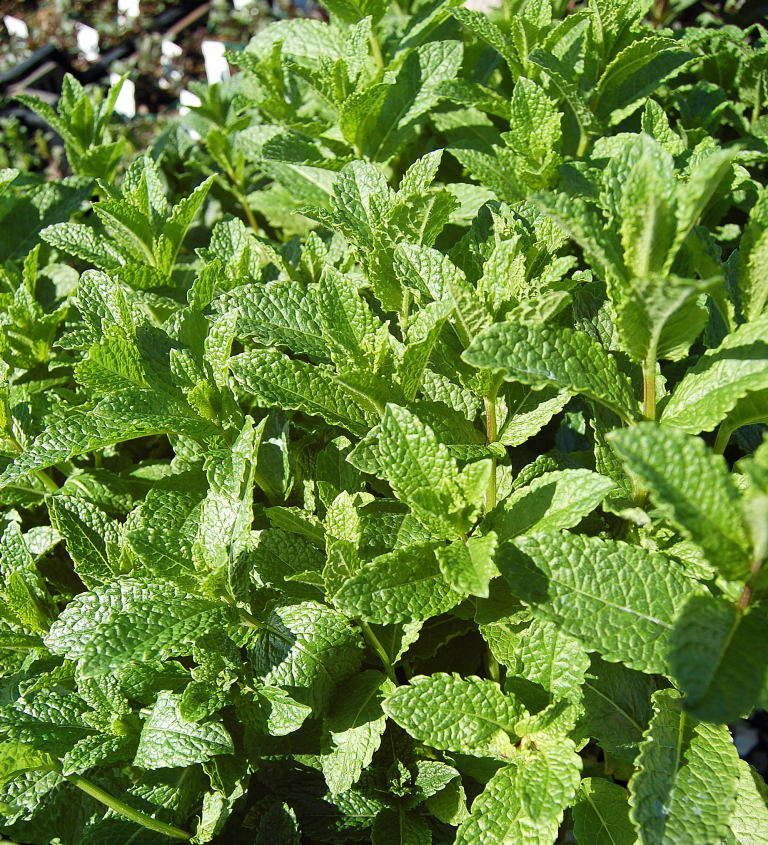
Menthe marocaine, Mentha spicata var.crispa
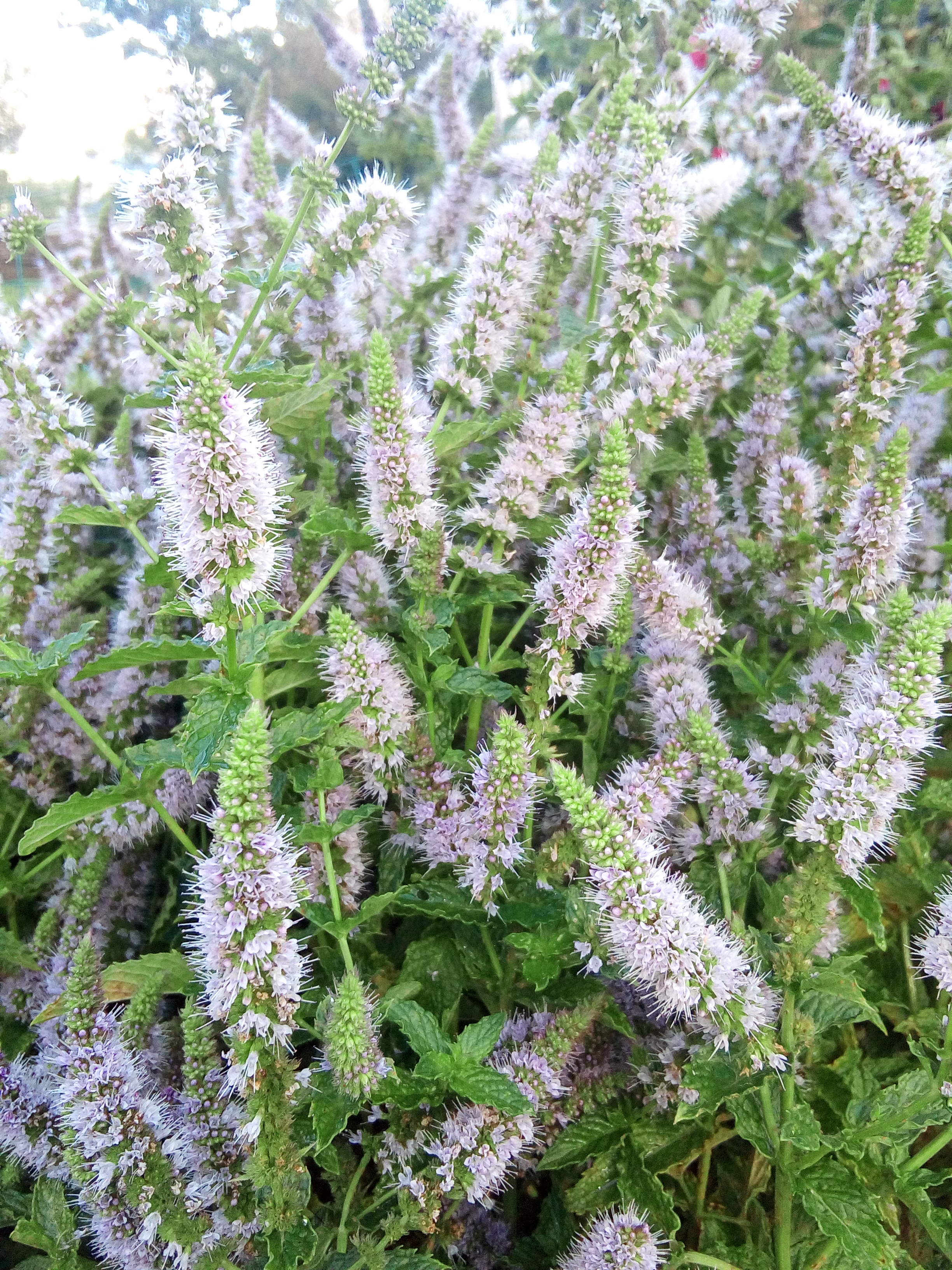
Menthe verte (inflorescences).
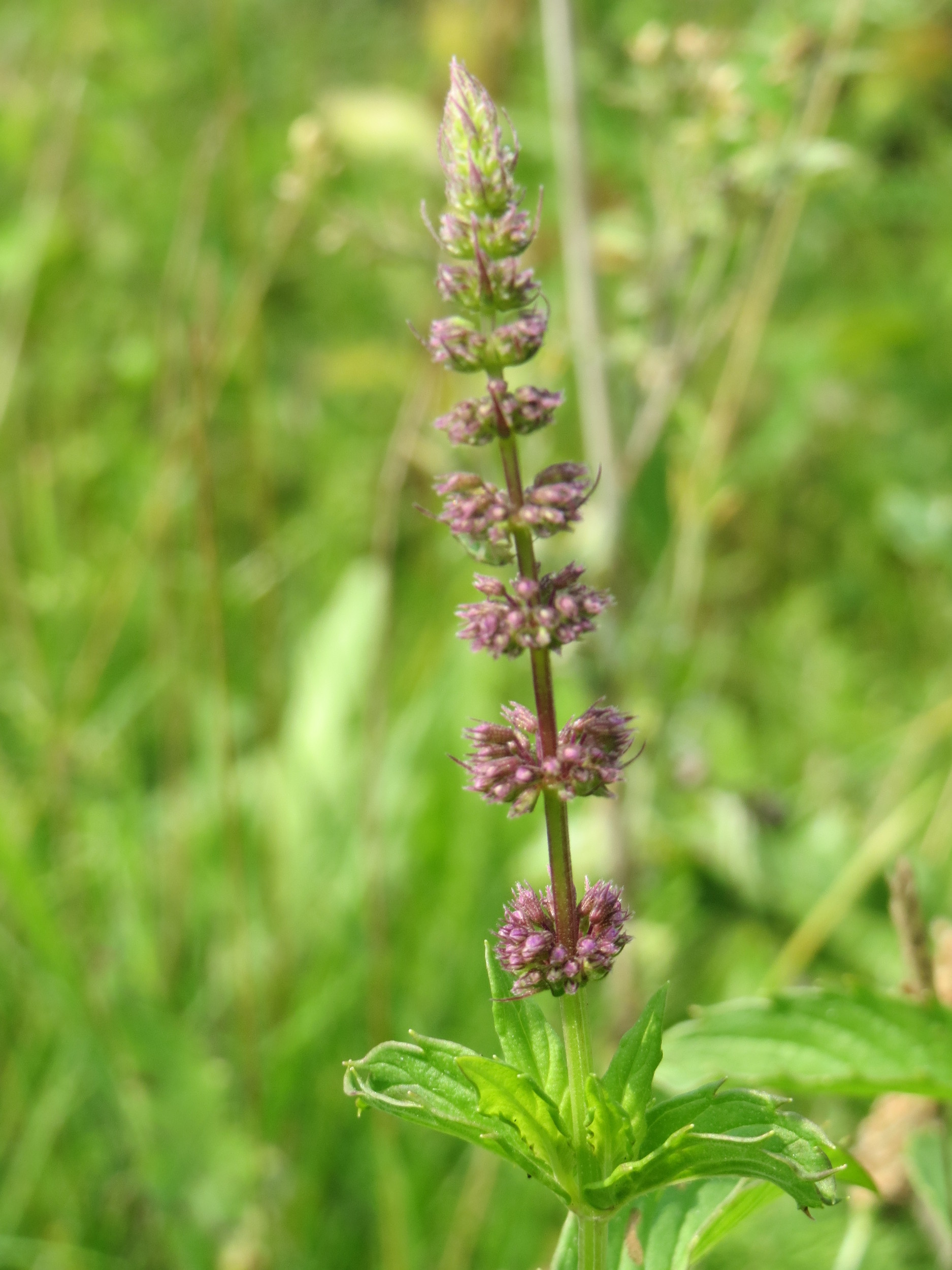
Inflorescence